# 파트리크 도베크
파트리크 도베크(폴란드어: Patryk Dobek, 1994년 2월 13일~)는 폴란드의 육상 선수로 주종목은 중거리 달리기와 허들이다. 2020년 하계 올림픽에서 남자 800m 종목에서 동메달을 획득하였다.